# Melchor Baltà Capdevila

## Biografía
Melcior Baltà i Capdevila nació en Villafranca del Panadés el 21 de junio de 1869, hijo del cerrajero Melchor Baltà Parrot (1839–1910) y padre de Melchor Baltà Tarrada (1901–1954), también dedicado al mismo oficio.
Reconocido por sus obras de forja artística en Villafranca del Panadés durante el primer tercio del siglo XX. Pertenecía a una familia de artesanos del hierro que mantuvo activo un taller de forja durante varias generaciones.
El taller familiar se ubicaba en el número 43 de la Plaza de la Constitución, en un edificio conocido popularmente como “Cal Melcior” o “Cal Menció”. La familia residía en los pisos superiores, mientras que en la planta baja se encontraba el taller de cerrajería y forja. Este negocio se mantuvo en funcionamiento hasta mediados del siglo XX, y cerró definitivamente hacia los años 1970.
Era tío del historiador y eclesiástico catalán Joan Bonet i Baltà, por parte de su hermana Felicia Baltà i Capdevila.

## Obras
El taller Melcior Baltà intervino en obras religiosas, públicas y ornamentales, especialmente durante la época del modernismo catalán.  Entre sus intervenciones más destacadas figuran:
- Casa Torner i Güell (1884): Edificio proyectado por el maestro de obras Josep Inglada i Estrada . En la obra intervinieron el herrero Melcior Baltà y el carpintero Josep Torner i Gener. Por razones cronológicas, se considera probable que los trabajos en hierro correspondieran al padre, Melcior Baltà Parrot.

- Reforma de la fachada principal de la Basílica de Santa María de Villafranca (1903–1905): Reforma promovida para completar la fachada siguiendo el estilo gótico del templo, dirigida por Santiago Güell y Grau a partir de un proyecto de Augusto Font Carreras . La obra se finalizó en agosto de 1905. La realización de las rejas de hierro de la fachada se atribuyen al taller de Melcior Baltà, probablemente obra de Melcior Baltà Parrot o de Melcior Baltà Capdevila. [1]

- Reja del altar de la Inmaculada Concepción (1903): Obra diseñada por Santiago Güell i Grau y probablemente realizada por Melcior Baltà Parrot. [2]

- Farolas de la calle de Santa Maria (antes de 1916): Tres luminarias modernistas de hierro forjado y vidrio policromado, atribuidas a Melcior Baltà i Capdevila e instaladas a petición del canónigo Dr. Lluís Urpí.  [3] Uno de los medallones fue robado en 1996 y devuelto de forma anónima en 2005. [4]

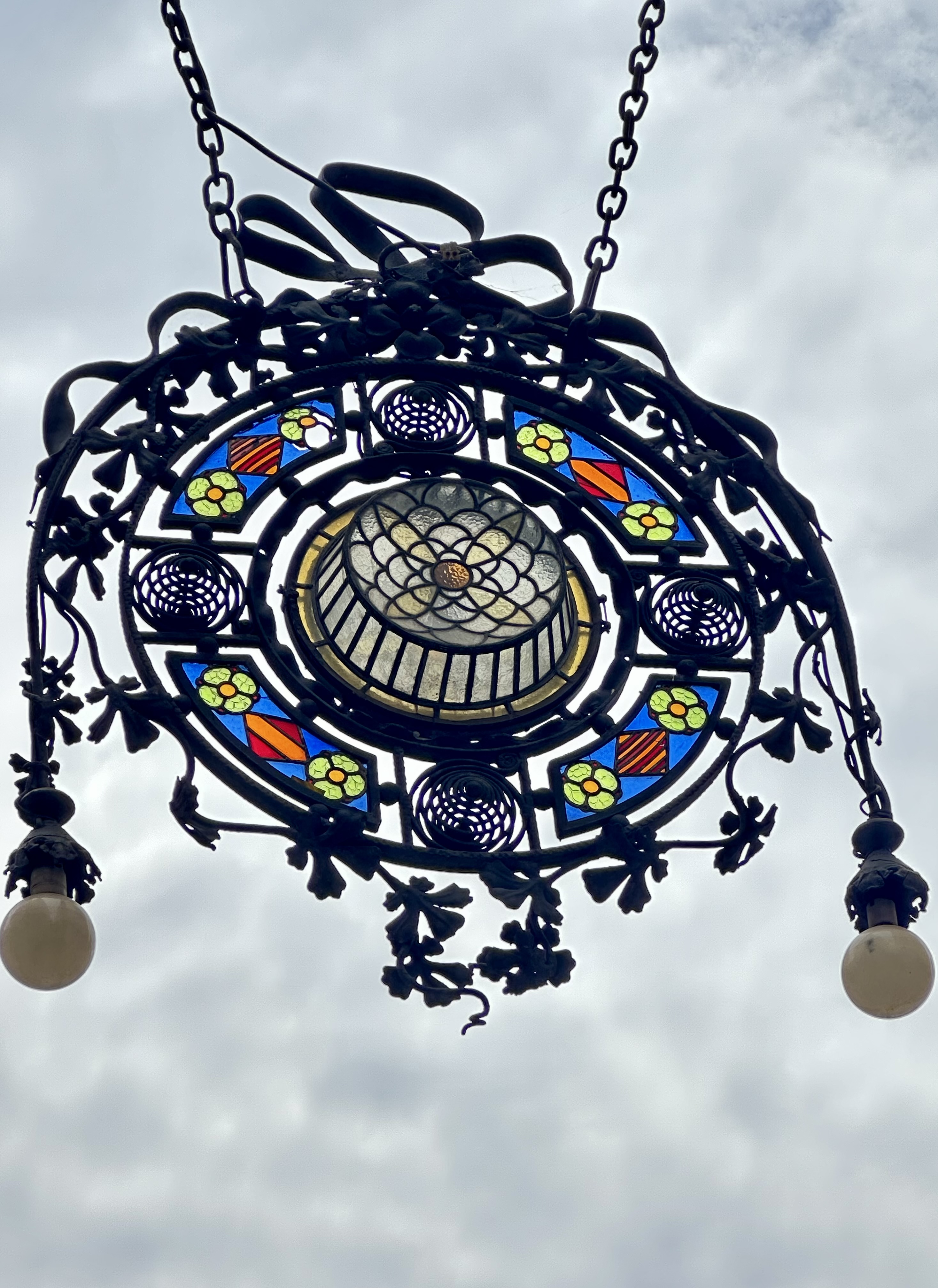
Farol de la calle Santa María
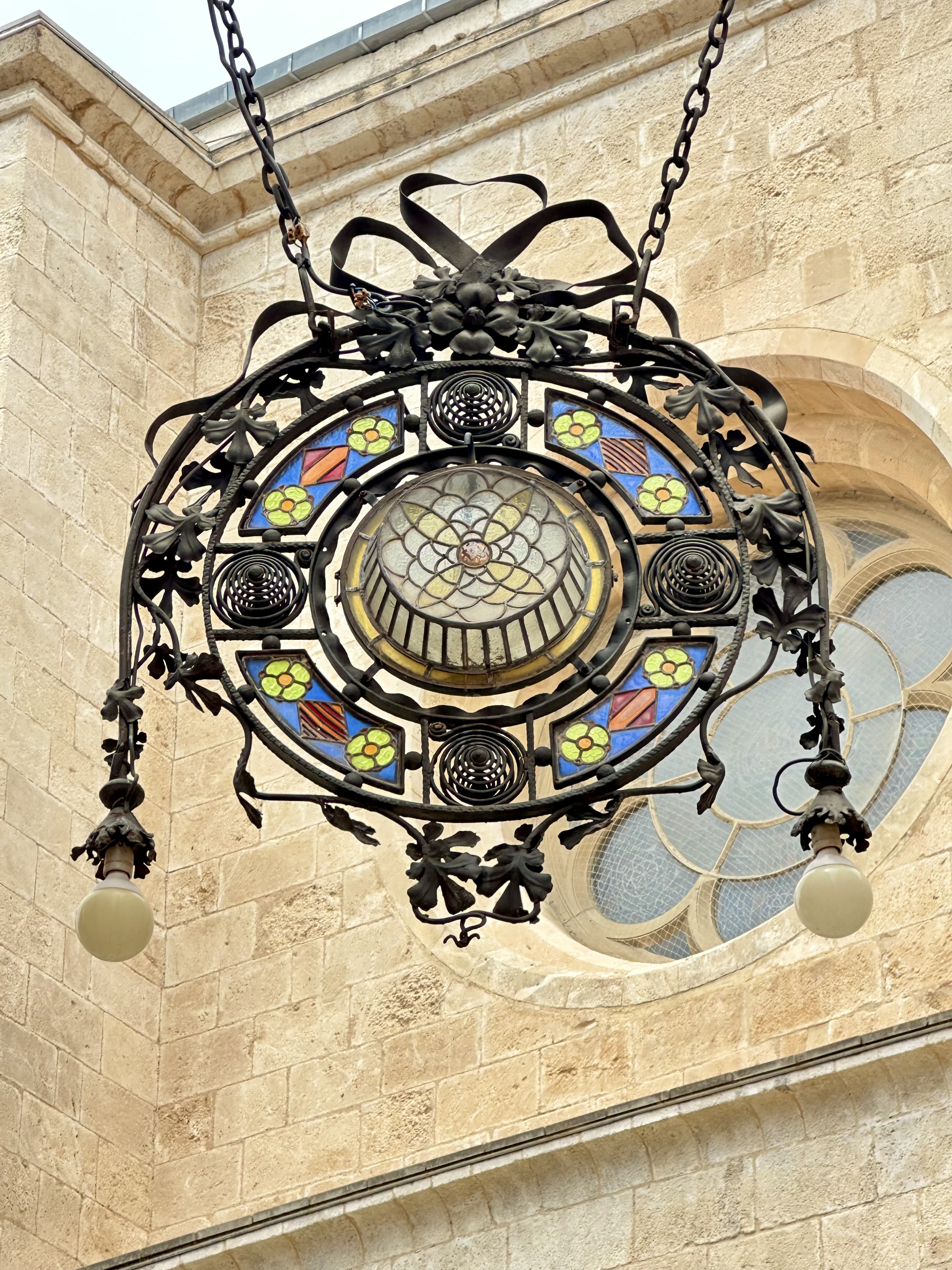
Uno de los faroles con Santa María al fondo

- Candelabros del altar de San Félix y del grupo escultórico del Entierro de Cristo (1916): Dos pares de candelabros de hierro forjado realizados para la cripta de la basílica, encargados por el obispo Josep Torras i Bages como complemento del conjunto escultórico de Josep Llimona. [5]

También se le atribuyen otros trabajos en el interior de la basílica de Santa María de Villafranca, como los candelabros del altar de la capilla de Santa Llucia y la restauración de las rejas de la capilla del Santísimo.

## Participación durante la Guerra Civil
Durante el inicio de la Guerra Civil española, el taller de Cal Melcior Baltà fue el escenario de la construcción de un camión blindado artesanal, encargado por el Comité Local de las Milicias Antifascistas de Villafranca. El vehículo, montado sobre un chasis Ford de ocho cilindros, fue blindado con planchas de hierro forjado y dotado de troneras laterales.
Su construcción fue una acción colectiva realizada con jornadas de trabajo diurnas y nocturnas. Según diversas fuentes:
- El camión fue enviado al Frente de Aragón en agosto de 1936 con la Centuria Vilafranca.
- Posteriormente regresó a Villafranca para reforzar su blindaje.
- Tras ser modificado, se consideró inoperativo y desguazado.

Este camión es conocido como  el camión blindado de Cal Melcior. 

## Legado
El taller Baltà representa una parte fundamental del patrimonio artesanal de Villafranca del Panadés, dejando huella en numerosos edificios emblemáticos de la localidad. Su legado perdura en rejas, luminarias y estructuras decorativas que reflejan el oficio tradicional de la forja artística catalana. Su obra forma parte del paisaje patrimonial de la ciudad y del movimiento modernista que marcó una etapa clave en su arquitectura urbana.